# Sergueï Adian
Sergueï Ivanovitch Adian (en russe : Сергей Иванович Адян), né le 1er janvier 1931 à Kushchi en République socialiste soviétique d'Azerbaïdjan et mort le 5 mai 2020 à Moscou (Russie), est un mathématicien soviétique puis russe qui travaillait en théorie des groupes et en logique mathématique.

## Biographie
Sergueï Adian est fils d'un charpentier mort au front en 1941. Ses dons mathématiques sont remarqués tôt à l'école et il est admis à étudier à l'Institut Pédagogique d’État de Moscou auprès de Piotr Novikov. Il obtient son doctorat en 1955. Dans sa thèse de doctorat, il démontre l’indécidabilité d'une grande classe de problèmes de la théorie des groupes (le théorème appelé théorème d'Adian-Rabin), comme par exemple l’indécidabilité de l'isomorphie à un groupe donné. En 1956, il reçoit pour ce travail le prix de la Société mathématique de Moscou et en 1963 le prix Tchebychev de l'Académie des sciences d'URSS. En 1957, il entre avec Novikov dans la section de logique mathématique nouvellement créée à l'Institut de mathématiques Steklov, section dirigée par Novikov. C'est là que commence sa collaboration avec Novikov sur le problème de Burnside de la théorie des groupes, où ils obtiennent leur célèbre résultat : par un argument combinatoire élaboré, ils construisent un groupe infini d'exposant n et de type fini, pour tout n impair supérieur ou égal à 4 381. Sergueï Adian ramène par la suite ce minorant à 665, et plus récemment à 101. En 1973, il prend la suite de Novikov à la direction du département de logique mathématique à l'Institut Steklov. En outre, il enseigne à l'université Lomonosov.
Sergueï Adian est titulaire de l'ordre de l'Honneur (Russie) et membre de l'Académie des sciences de Russie.

## Travaux (sélection)
- (ru) « Unsolvability of some algorithmic problems in group theory » (thèse de doctorat), Trudy Moskov. Mat. Obšč., vol. 6,‎ 1957, p. 231-298
- — avec Novikov, « Infinite periodic groups, parties 1-3 », Math. USSR Izv.,, vol. 2,‎ 1968, p. 209, 241, 665.
- The Burnside problem and identities in groups, Springer Verlag, coll. « Ergebnisse der Mathematik und ihrer Grenzgebiete », 1979 — Édition russe en 1975.
- « Random Walks on free periodic subgroups », Izv. Akad. Nauka SSSR, Ser. Mat., vol. 46,,‎ 1982, p. 1139-1149.